# AqTaylor

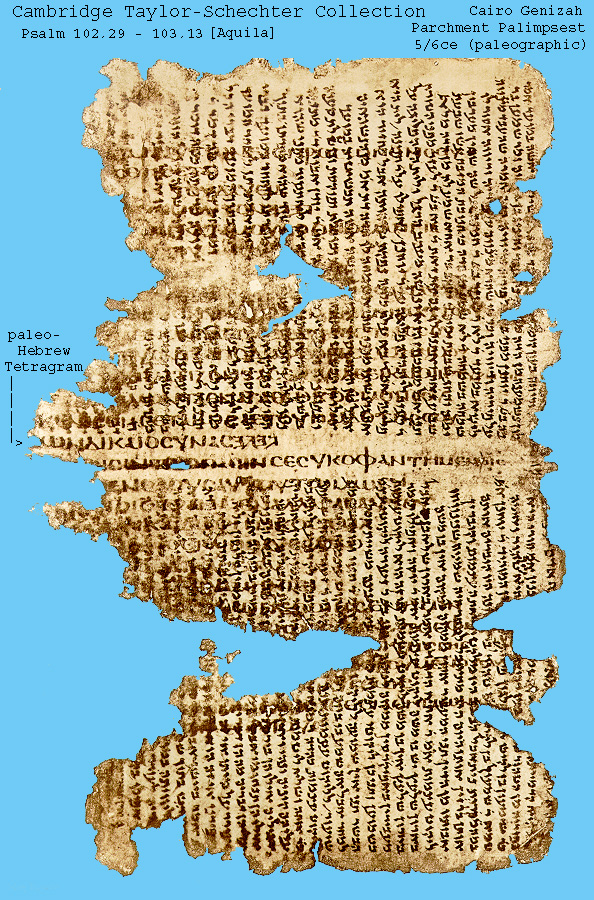
Псалтирь 102:29-103:13

Сиглум AqTaylor обозначает фрагменты буквального перевода Еврейской Библии прозелитом иудейства Аквилой Синопским. Это септуагинтовый манускрипт, датированный серединой пятого века нашей эры, но не позднее начала шестого века нашей эры. Перевод Аквилы был выполнен примерно в 130 году нашей эры.
Рукопись содержит Псалмы (Пс) 90—103. Манускрипт написан на койне, но также включает тетраграмматон палеоеврейскими буквами () в Пс 91:2, 9; 92:1, 4, 5, 8, 9; 96:7, 7, 8, 9, 10, 13; 97:1, 5, 9, 10, 12; 102:15, 16, 19, 21; 103:1, 2, 6, 8.
Сегодня хранится в Библиотеке Кембриджского университета.